# Нова громада (Відень)
«Нова громада» — український суспільно-політичний журнал радянофільського напрямку. Виходив у Відні в 1923—1925 роках, видавався щомісяця.
Рішення про створення часопису (зокрема на противагу «Новій добі» Володимира Винниченка) було ухвалене керівництвом українських більшовиків, які й виділяли гроші на видання. Організаційні функції та підбір авторів здійснював перший секретар представництва УСРР у Відні Наум Калюжний. Проте формальним засновником і редактором журналу був Семен Вітик, видавцем і відповідальним редактором — Л. Гугель. Участь у написаннях статей до журналу брали Антін Крушельницький, Надія Суровцова, Маркіян Меленевський, Павло Височанський, Ілько Борщак, Іван Дніпровський та інші.
У статтях журналу пропагувалися державний і соціально-економічний устрій УССР та СРСР загалом. Автори розміщували антиемігрантську інформацію, критикували українські зарубіжні засоби інформації, звинувачуючи їх у пропаганді незалежності України, й полемізували з ними.
Журнал публікував статті на політичні, економічні та культурні теми з життя українських земель, а також «захищав інтереси трудового народу». Серед рубрик журналу — «Матеріали до життя на Україні», «З українського життя», «На еміграції», «Міжнародний огляд», «З газет і журналів», «Хроніка», «Критика і бібліографія» та інші. Віденська «Нова громада» передруковувала також статті газети «Вісті ВУЦВК» та журналу «Червоний шлях», що виходили в Радянській Україні.